# Andrzej Malinowski (antropolog)
Andrzej Paweł Malinowski (ur. 13 listopada 1934 w Poznaniu, zm. 25 lutego 2023) – polski antropolog, prof. dr hab.

## Życiorys
Był absolwentem Uniwersytetu im. Adama Mickiewicza w Poznaniu, w 1967 obronił pracę doktorską, w 1970 otrzymał stopień doktora habilitowanego. W 1976 uzyskał tytuł profesora nauk przyrodniczych, a w 1984 tytuł profesora zwyczajnego.
Został zatrudniony na stanowisku profesora w Katedrze Wychowania Fizycznego na Wydziale Nauk Pedagogicznych i Społecznych Uniwersytetu Zielonogórskiego, oraz w Instytucie Antropologii na Wydziale Biologii Uniwersytetu im. Adama Mickiewicza w Poznaniu.
Awansował na stanowisko profesora zwyczajnego na Wydziale Nauk o Zdrowiu i Kultury Fizycznej Uniwersytetu Technologiczno-Humanistycznego im. Kazimierza Pułaskiego w Radomiu.
Był członkiem Komitetu Antropologii PAN oraz kierownikiem w Katedrze Antropologii na Wydziale Biologii i Ochrony Środowiska Uniwersytetu Łódzkiego.

## Odznaczenia
- Medal Komisji Edukacji Narodowej[2]
- Krzyż Kawalerski Orderu Odrodzenia Polski[2]